# لایحه جامع حمایت از حقوق مالکیت ادبی و هنری و حقوق مرتبط
در سال ۱۳۹۰ پیش‌نویس لایحه جامع حمایت از حقوق مالکیت ادبی و هنری و حقوق مرتبط از سوی وزارت فرهنگ و ارشاد اسلامی به دولت ایران تقدیم شد که در صورت تصویب جایگزین قوانین فعلی حق مؤلف ایران خواهد شد. به گفته محسن‌زاده، مدیرکل دفتر حقوقی و مالکیت معنوی، لایحه جامع حمایت از حقوق مالکیت ادبی هنری و حقوق مرتبط تلاشی برای انطباق قوانین مالکیت فکری در ایران با استانداردهای بین‌المللی و بومی‌سازی آن‌ها بوده‌است.

## سیر تدوین لایحه
قانون برنامه چهارم توسعه اقتصادی، اجتماعی و فرهنگی جمهوری اسلامی ایران مصوب ۱۳۸۳ در بند (الف) ماده ۴۵ به «طراحی و استقرار کامل نظام جامع حقوق مالکیت معنوی، ملی و بین‌المللی و پیش‌بینی ساختارهای اجرایی لازم» و در بند (ز) ماده ۱۳۰ «پایه‌گذاری و تضمین بنیادهای حقوق مالکیت... معنوی در قلمرو قضائی» حکم می‌شود. بر این اساس وزارت فرهنگ و ارشاد اسلامی در سال‌های ۱۳۸۳ و ۱۳۸۴ توسط سید حسن شبیری زنجانی پیش‌نویسی را ۸۶ ماده آماده می‌کند. سپس وی طی سال‌های ۱۳۸۷ تا ۱۳۸۹ در کارگروه نظام حقوقی و مالکیت فکری دبیرخانه شورای عالی اطلاع‌رسانی نسخه دوم پیش‌نویس دومی را در ۱۸۰ ماده تهیه کرد.
در اردیبهشت ماه ۱۳۸۹، در نخستین همایش مالکیت معنوی، محمدرضا رحیمی، معاون اول ریاست جمهوری، بر لزوم تدوین لایحه‌ای در حمایت از حقوق مؤلفان و هنرمندان تأکید کرد و گفت: «دولت وظیفه خود می‌داند که در سریع‌ترین زمان لایحه دفاع از حقوق مالکیت معنوی و هنری را به مجلس تقدیم کند که البته بخش عمده‌ای از این کار انجام شده و افرادی در دولت مأمور به این کار شده‌اند و دبیرخانه آن در وزارت دادگستری فعال است اما هنوز این اقدامات، وافی به مقصود نیست.»
از سوی دیگر عظیمی، معاون حقوقی وقت وزارت فرهنگ و ارشاد اسلامی اعلام کرد برای ایجاد فضایی امن و مطمئن برای خالقان آثار در پی تدوین لایحه‌ای جامع و کامل برای ارائه آن به دولت و سپس تصویب آن در مجلس می‌باشد. بر این اساس این وزارتخانه بر مبنای نسخه پیش‌نویس تهیه‌شده توسط دبیرخانه شورایعالی اطلاع‌رسانی در آن سال لایحه‌ای را تهیه کرد و در سال ۱۳۹۰ به دولت ارائه نمود.
در سال ۱۳۹۲ معاون وزارت دادگستری اعلام کرد بررسی لایحه با حدود ۱۳۰ ماده در کمیسیون لوایح دولت دهم به پایان می‌رسد و پس از تأیید و تصویب نهایی در هیئت دولت به مجلس ارسال می‌شود.

## جستارهای مرتبط
- حق مؤلف
- مالکیت فکری در ایران
- قانون حمایت حقوق مؤلفان و مصنفان و هنرمندان
- قانون حمایت از پدیدآورندگان نرم‌افزارهای رایانه‌ای
- کنوانسیون برن
- کنوانسیون رم